# Ahrenbach, Adscheider Tal
Ahrenbach, Adscheider Tal este o arie protejată (arie specială de conservare — SAC, sit de importanță comunitară — SCI) din Germania întinsă pe o suprafață de 141,68 ha, integral pe uscat.

## Localizare
Centrul sitului Ahrenbach, Adscheider Tal este situat la coordonatele 50°45′11″N 7°21′22″E / 50.7531°N 7.3561°E.

## Înființare
Situl Ahrenbach, Adscheider Tal a fost declarat sit de importanță comunitară în martie 2001 pentru a proteja . Situl a fost protejat și ca arie specială de conservare în mai 2008.

## Biodiversitate
Situată în ecoregiunea continentală, aria protejată conține 3 habitate naturale: Formațiuni ierboase bogate în specii de Nardus, dezvoltate pe substraturi silicioase în zone montane (și în zone submontane, în Europa continentală), Fânețe de joasă altitudine (Alopecurus pratensis, Sanguisorba officinalis), Păduri de fag Luzulo-Fagetum.
La baza desemnării sitului se află mai multe specii protejate.